# Луций Стаций Мурк
Лу́ций Ста́ций (Стай) Мурк (лат. Lucius Statius (Staius) Murcus; убит в 40/39 году до н. э., Сиракузы, провинция Сицилия, Римская республика) — римский военачальник эпохи гражданских войн 40-х годов до н. э.

## Происхождение
Современники Луция — Гай Юлий Цезарь и Веллей Патеркул — именуют его «Стацием Мурком»; один из поздних грекоязычных авторов, Дион Кассий, называет его «Стайем Мурком» (др.-греч. Λουκίος Σταΐος Μούρκος), Аппиан Александрийский — просто «Мурком». По-видимому, по происхождению он был италиком (самнитом или марсом), и носил родовое имя «Стай», по-латински — «Стаций». В окрестностях Сульмоны на земле марсов был найден камень с надписью: «L(ucius) Staio(s) Sex(ti) f(ilius) / Murco» (CIL IX 3080).
Возможно, Мурк приходился родственником (сыном или племянником) одному из вождей италиков в Союзнической войне 91—88 годов до н. э., самниту Стацию, впоследствии принятому в римский сенат, который в 43 году до н. э. из-за своего богатства был внесён в проскрипционный список и сжёг себя вместе с домом на 80-м году жизни.

## Карьера
Впервые упоминается в 48 году до н. э. как легат Цезаря, действовавший вместе с М. Ацилием Канином на эпирском побережье против войск помпеянцев М. Кальпурния Бибула и Л. Скрибония Либона.
В 46 году до н. э. воевал с помпеянцами в Африке; в Риме ходил ложный слух о том, что он на обратном пути погиб при кораблекрушении. В 45 году до н. э., возможно, был претором, так как Веллей Патеркул называет его преторием.
В 45 или 44 году до н. э. был назначен Цезарем наместником Сирии, где с тремя легионами пытался подавить мятеж Цецилия Басса, но потерпел неудачу. К нему на помощь прибыл наместник Вифинии Марций Крисп, также с тремя легионами, и они вдвоем осадили Басса в Апамее.
В начале 43 года до н. э. в Сирию прибыл Гай Кассий, и все трое передали ему свои войска. Кассий в письме к Цицерону от 7 марта 43 года до н. э. называет обоих наместников императорами, но за какие победы войска дали им такое высокое отличие, неизвестно.
У Кассия стал командиром флота (praefectus classis), в этом качестве чеканил денарии, на которых также именовал себя императором. Во время войны с Долабеллой в 43 же году до н. э. разгромил его флот в сражении у Лаодикеи, после чего Кассий захватил город. Затем командовал флотом в Родосской экспедиции.
Примерно в середине 42 года до н. э. был направлен с 60 кораблями к мысу Тенар на перехват флота Клеопатры, вышедшего на помощь триумвирам. Когда стало известно, что флот царицы сильно пострадал от бури, и возвращается назад, Мурк отплыл к Брундизию, чтобы препятствовать переправе войск через пролив и доставке продовольствия.
Так как его сил было недостаточно, на помощь прибыл Домиций Агенобарб. Вдвоём они имели 130 кораблей, и с этими силами 3 октября 42 года до н. э., в день первой битвы при Филиппах, разгромили в Ионическом море флот Домиция Кальвина, пытавшийся переправить на Балканы два легиона и вспомогательные войска.
После поражения Брута и Кассия флот республиканцев разделился. Мурк с 80 кораблями и двумя легионами, к которым присоединились эскадры Туруллия и Кассия Пармского, ушёл на Сицилию к Сексту Помпею.
Стал одним из командиров флота у Секста Помпея. Пользовался значительным влиянием, убеждал Помпея пойти на соглашение с триумвирами. Вступил в конфликт с вольноотпущенником Помпея Менодором и стал жертвой его интриг. Помпей подкупил военного трибуна и центуриона, и они убили Мурка в Сиракузах в конце 40 или начале 39 года до н. э. В преступлении обвинили рабов, которые для большей достоверности были распяты.